# Totò Russo
Totò Russo (... – 1974) è stato un allenatore di pallacanestro italiano.
Ha allenato la sezione femminile del GUF Palermo nella massima serie femminile e la sezione maschile in Serie A.

## Carriera
Totò Russo è considerato un pioniere del basket palermitano, con una lunga carriera sia come allenatore che come figura di rilievo nel mondo sportivo, legato inizialmente al regime fascista. Prima della Seconda Guerra Mondiale, fu attivo nel GUF Palermo, promuovendo varie discipline sportive, tra cui la pallacanestro. Nel 1938-1939 allena la maschile in Serie B. Nel 1939-1940 guida il GUF nella Divisione Nazionale femminile. In seguito, ha vinto con la maschile la Serie B nel 1942 e guidato la squadra nell'unica partita in Serie A prima del ritiro. Ha allenato anche le Canottieri Palermo in Prima Divisione femminile 1936-1937 e la GIL Palermo in Prima Divisione maschile 1937-1938.
È stato arbitro della massima serie maschile: ha diretto GUF Napoli-Virtus Bologna 16-28 del 21 febbraio 1942. Negli anni trenta, è stato anche presidente del comitato esecutivo della FIP di Palermo.
Dopo la guerra, lavorò come bibliotecario presso l'Università di Palermo. Continuò ad allenare diverse squadre, sia maschili che femminili, tra cui la Cestistica Palermo, con cui fu attivo fino agli anni '60. Nel 1966 contribuì alla fusione tra due squadre, dando vita alla sezione femminile dell'US Palermo. Concluse la carriera allenando l'US Palermo maschile in Serie B, per poi scomparire nel 1974.